# Берестейське воєводство (Велике князівство Литовське)
Бересте́йське воєво́дство (лат. Palatinatus Brestensis, пол. Województwo brzeskie) — адміністративно-територіальна одиниця Великого князівства Литовського та Речі Посполитої в 1566—1795 роках. Створене на основі земель Берестейщини, що входили до складу Троцького воєводства. Після Люблінської унії 1569 року залишилось у складі Великого князівства Литовського. Розташовувалося в центральній частині Речі Посполитої, на південному заході Литви. Головне місто — Берестя (Брест-Литовський). Очолювалося берестейськими воєводами. Сеймик воєводства збирався у Бересті. Мало представництво із 2 сенаторів у Сенаті Речі Посполитої. Складалося з 2 повітів. Станом на 1793 рік площа воєводства становила 40 600 км². Населення в 1790 році нараховувало 301 188 осіб. Ліквідоване 1795 року під час третього поділу Речі Посполитої. Територія воєводства увійшла до складу Слонімського намісництва Російської імперії.
Також називалося Брест-Литовським воєводством (пол. Województwo brzeskolitewskie) для розрізнення із Берестейським воєводством у складі Корони Польської.

## Історія
Воєводство утворене 1566 року на теренах українських та білоруських Берестейської і Турово-Пінської земель, які від 1320 року входили до складу Троцького князівства Великого князівства Литовського. Після Люблінської унії 1569 року лишилося під владою Литви.
Берестейське воєводство було великим центром експортної торгівлі хлібом, значним культурним осередком. Берестейське братство активно виступало на оборону національної самобутності і православ'я, займалося релігійно-благодійницькою діяльністю. У Бересті в 1596 році відбулися два церковні собори, один з яких у 1596 році проголосив унію православної і католицької церков і визнав зверхність римського папи, а другий рішуче опротестував це рішення. Надалі Володимиро-Берестейська єпархія була ареною гострої боротьби між прибічниками і противниками унії. Берестейське воєводство було тереном активної діяльності унійного чернецького ордену василіян.
Населення Берестейського воєводства брало активну участь у повстанні 1648—1657 років під проводом Богдана Хмельницького. Коли 1657 року козацьке військо зайняло Берестя та інші міста воєводства, пінська шляхта заявила про добровільне прилучення до Української козацької держави. На теренах Берестейського воєводства був утворений Пінсько-Турівський полк.
Після третього поділу Речі Посполитої 1795 року територія Берестейського воєводства увійшла до складу Російської імперії і воєводство перестало існувати. Берестейський і Кобринський повіти були включені до Литовської, а згодом до Гродненської губернії, Пінський і Запинський повіти — до Мінської губернії Російської імперії.

## Адміністративний устрій
Протягом майже всього часу існування воєводства поділялося на Берестейський і Пінський повіти. У 1791 році утворено ще Кобринський і Пінсько-Зарічнянський (згодом перейменований на Запінський) повіти.

### Староства
- Берестейське староство

## Уряди

### Воєводи
1. Юрій Тишкевич (1566–1576)
2. Гаврило Горностай (1576–1587)
3. Миколай Сопіга (1588)
4. Ян Кішка (1589–1592)
5. Криштоф Зенович (1588–1614)
6. Ян Остап Тишкевич (1615–1631)
7. Олександр Людовик Радзивілл (1631–1635)
8. Ян Раковський (1635–1638)
9. Миколай Пій Сопіга (1638–1642)
10. Іван Тризна (1642–1644)
11. Анджей Масальський (1645—1651/1652)
12. Юзеф Клоновський (1652–1653)
13. Максиміліян Бжозовський (1653–1659)
14. Казимир Людвик Євлашевський (1659–1664)
15. Якуб Теодор Кунцевич (1664–1666)
16. Мельхіор Станислав Савицький (1666—1667/1668)
17. Кшиштоф Пекарський (1668–1672)
18. Стефан Курч (1672–1702)
19. Кшиштоф Коморовський (1702–1708)
20. Владислав Йосафат Сопіга (1709–1733)
21. Казимир Лев Сопіга (1735)
22. Адам Тадеуш Ходкевич (1735–1745)
23. Ян Михайло Сологуб (1746–1748)
24. Кароль Юзеф Сопіга (1748–1768)
25. Ян Антоній Горайн (1768–1777)
26. Микола Тадеуш Лопацинський (1777–1778)
27. Ян Тадеуш Зиберг (1778–1795)

## Населення
У Берестейському воєводстві переважало руське (українське) населення, північний кордон воєводства збігався з пізнішою українсько-білоруською етнічною межею.